# Lubiechnia Wielka

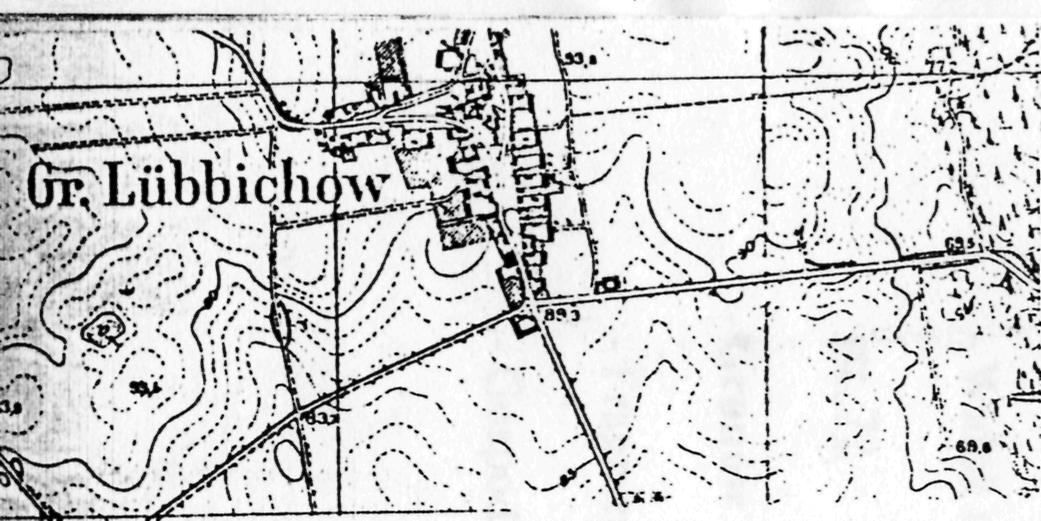
Przedwojenny plan wsi

Lubiechnia Wielka (niem. Groß Lübbichow) – wieś sołecka w Polsce, położona w województwie lubuskim, w powiecie słubickim, w gminie Rzepin.
W latach 1975–1998 miejscowość administracyjnie należała do województwa gorzowskiego.
Przez miejscowość przechodzą drogi lokalne łączące ją z drogami wojewódzkimi nr 134 Ośno Lubuskie – Rzepin i nr 139 Rzepin – Górzyca.
W miejscowości działało państwowe gospodarstwo rolne – Zakład Rolny w Lubiechni Wielkiej wchodzący w skład Lubuskiego Kombinatu Rolnego w Rzepinie.

## Integralne części wsi
| SIMC    | Nazwa  | Rodzaj    |
| ------- | ------ | --------- |
| 1038329 | Rzepin | część wsi |

## Historia - dokumenty
Zachowało się kilka dokumentów dotyczących wsi. W nich przedstawione są dawne nazwy miejscowości, oraz różne informacje rolne.
- dokument opisujący granice Rzepina z 28 lipca 1329 r. - wymieniono m.in. młyn należący do wsi Löbbichen
- spis dziesięcin diecezji lubuskiej z ok. 1405 r. - zanotowano, iż Grote Lubechyn liczyło 64 łany, w tym 4 łany należące do proboszcza, a 9 do sędziego
- w 1413 r. Lubichen należała do von Gruneberga z Radzikowa
- w 1441 r. elektor Fryderyk II nadał prawo własności "Doffer grossen Lobeche nund cleyn Lobechen mit dem Kirchlene darselbst" rodzinie Querenthammel z Frankfurtu nad Odrą
- w 1516 r. wieś przeszła w posiadanie rodziny von Sydow
- w XVII lub XVIII w. miejscowość stała się własnością panującego

## Zabytki
- budynek biblioteki, przed II wojną światową była to szkoła. Na ścianie budynku znajduje się napis w języku rosyjskim: Да здравствует Красная Армия! - Dá zdrávstvuêt Krásnaâ Ármiâ - Niech żyje Armia Czerwona! z 1945 r.
- kościół pw. Matki Boskiej Różańcowej wybudowany z cegły w stylu neogotyckim na przełomie XVII i XVIII w. Poświęcono go 7 września 1898 r. Kościół jest filią parafii rzymskokatolickiej ww. Najświętszego Serca Pana Jezusa w Rzepinie. Budynek był przebudowywany w XIX w. Zachowały się dwa dzwony kościelne oraz inne zabytki z tamtych czasów:
  - dzwon z 1697 r. z fundacji Joachima Edermanna von Borgsdorf odlany został przez Christiana Heintze w Berlinku
  - dzwon z 1706 r. wykonany przez Jana Jakuba Schultza z Berlina
  - ołtarz i ambona z 1700 r. wykonane zostały przez Daniela Ulryka Duchtera z Frankfurtu nad Odrą.

## Sport
W miejscowości znajduje się boisko do piłki nożnej, używane przez Klub Sportowy „Zieloni” Lubiechnia Wielka założony w 1970 roku. Drużyna występuje w gorzowskiej klasie okręgowej.